# Mesoleius facialis
Mesoleius facialis är en stekelart som beskrevs av Carl Gustav Alexander Brischke 1878. Mesoleius facialis ingår i släktet Mesoleius och familjen brokparasitsteklar. Inga underarter finns listade i Catalogue of Life.